# 香港東鉄線現代ロテム電車
香港東鉄線現代ロテム電車は、香港鉄路 (港鉄)の交流通勤形電車。韓国製のため、鉄道ファンから俗に「キムチ」（泡菜車）と呼ばれている。

## 概要
沙田至中環線プロジェクトの第2フェーズで、金鐘駅への東鉄線の延伸のために香港鉄路有限公司によって導入された。
2012年12月14日、MTRは韓国の現代ロテムに9両セットの交流電車37両を購入する契約を締結した（契約番号1141B）。総額は約40億香港ドル（HK$4,077,535,440）で 、その後43本まで増加した。
最初の列車は2015年9月14日に香港に到着し  、試運転は2015年の後半に開始された 。
新列車は当初2020年9月12日に開業する予定だったが、新信号システムのトラブルのため、延期された 。2021年2月までMTRは1日、2021年2月6日に新列車が運行を開始することを発表し 、2022年5月7日からメトロキャメル電車を完全に置き換え、東鉄線の主要列車モデルとなった。現在、香港最長の通勤形列車である。

## 編成
現時点では全ての編成が9両で組成されているが、金鐘‐紅磡区間のホームドアは10両分確保されている。
| ← 金鐘羅湖 → 落馬洲 →   |                         |                         |                         |                         |                         |                         |                         |                         |
| Mc                      | Tp                      | M                       | M                       | Tp                      | M                       | M                       | Tp                      | Mc                      |
| 1号車                   | 2号車                   | 3号車                   | 4号車                   | 5号車                   | 6号車                   | 7号車                   | 8号車                   | 9号車                   |
| ロングシート （普通車） | ロングシート （普通車） | ロングシート （普通車） | ロングシート （普通車） | ロングシート （普通車） | クロスシート （一等車） | ロングシート （普通車） | ロングシート （普通車） | ロングシート （普通車） |

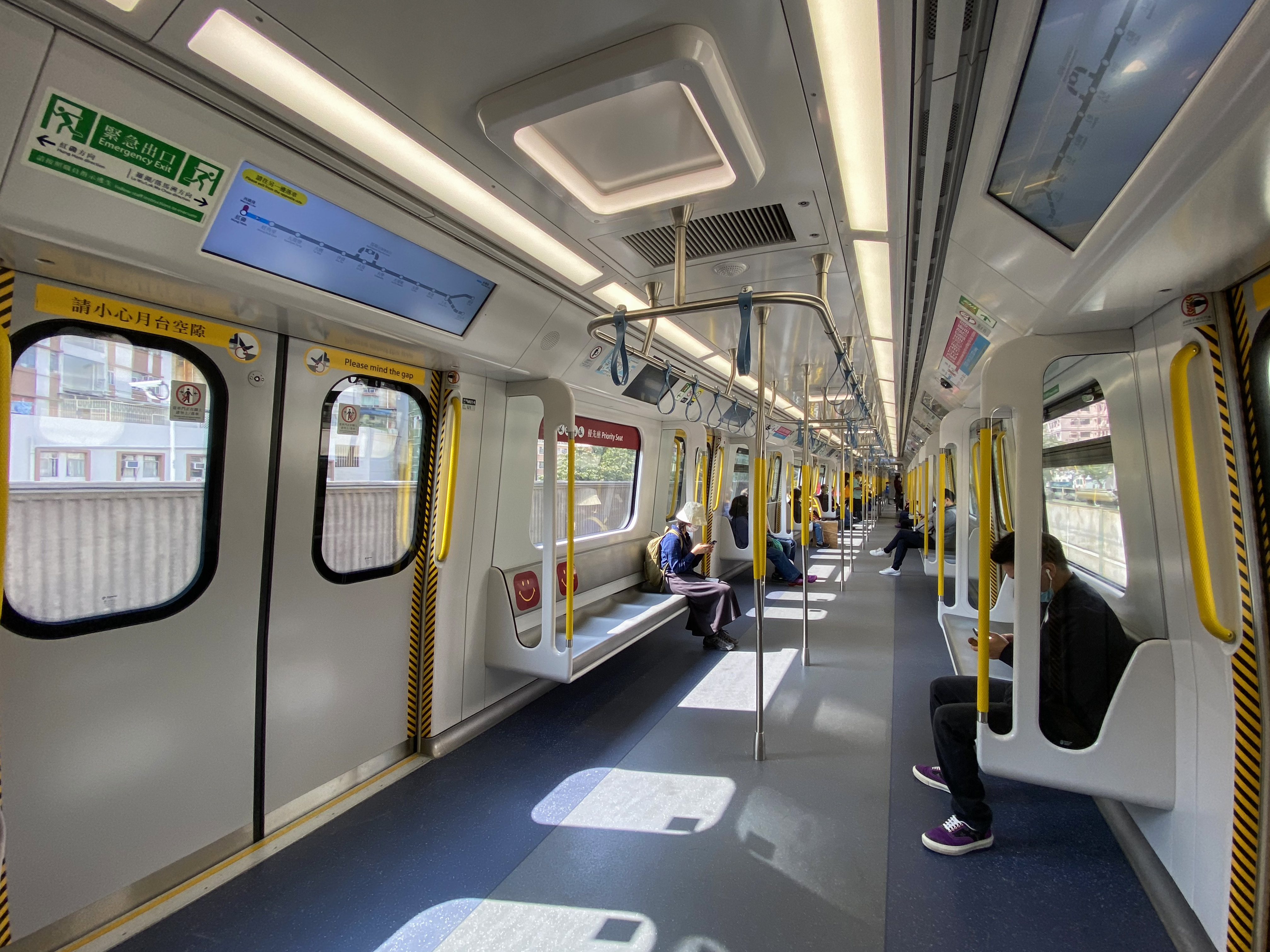
普通車
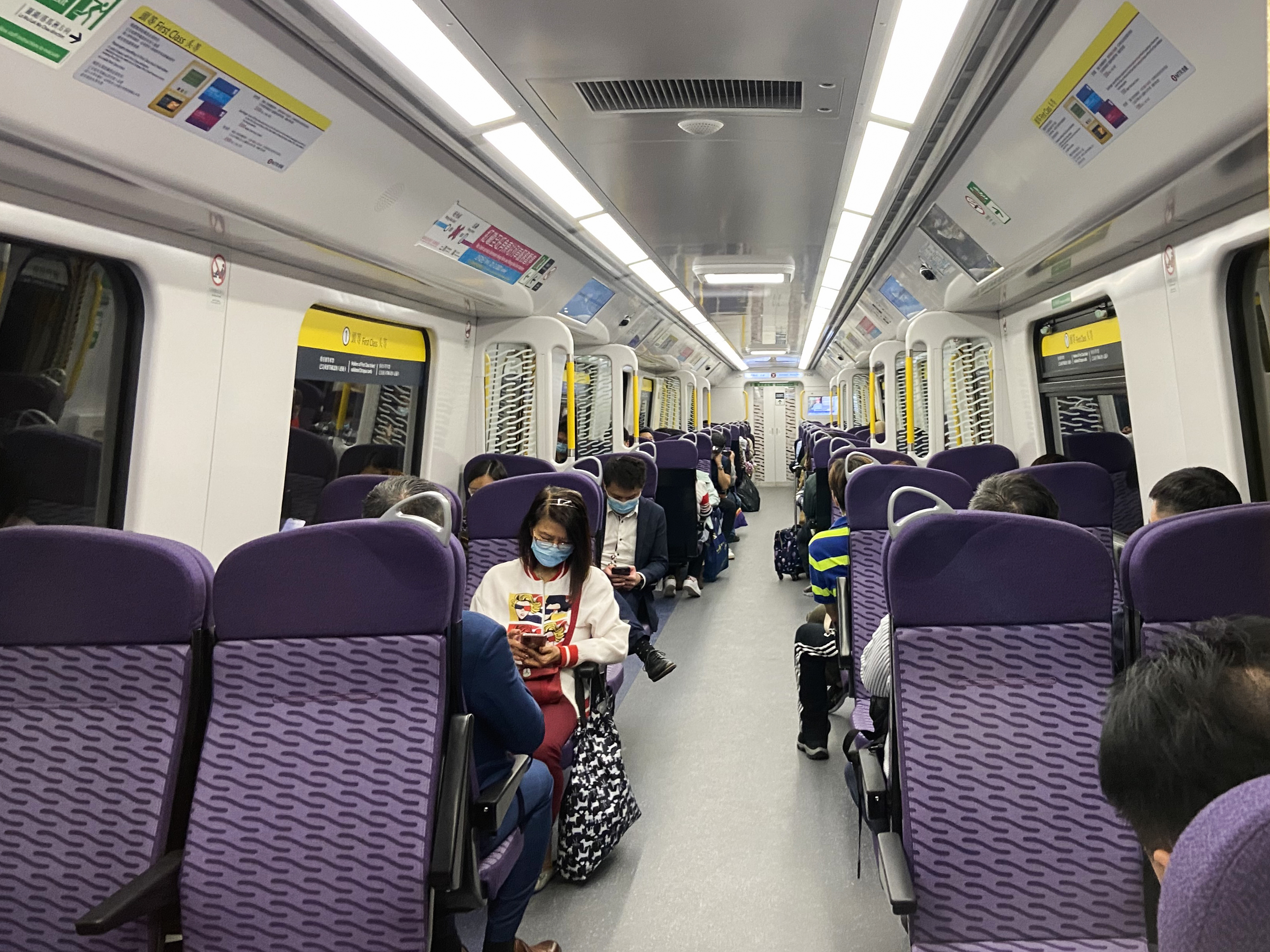
一等車